# Dân quân Cách mạng Quốc gia
Dân quân Cách mạng Quốc gia (tiếng Tây Ban Nha: Milicias Nacionales Revolucionarias) (MNR) là lực lượng dân quân ở Cuba. Tổ chức này được thành lập vào năm 1959 sau cuộc Cách mạng Cuba để bảo vệ những công trình khỏi sự phá hoại từ các nhóm vũ trang "phản cách mạng" và bất kỳ mối đe dọa can thiệp từ bên ngoài nào. Dưới sự chỉ huy của Lực lượng Vũ trang Cách mạng Cuba (FAR), đây là một nhóm tình nguyện nhằm đảm bảo sự tham gia rộng rãi vào cuộc cách mạng. Mặc dù các thành viên MNR thường được giao nhiệm vụ phi chiến đấu, nhưng họ đã đóng một vai trò quan trọng trên tiền tuyến trong Sự kiện Vịnh Con Lợn năm 1961 và dẹp tan cuộc bạo loạn Escambray năm 1958–1965.

## Lịch sử
Lực lượng dân quân này bắt nguồn từ một buổi lễ được tổ chức trước Dinh Tổng thống (nay là Bảo tàng Cách mạng) ở Havana vào ngày 22 tháng 3 năm 1959. Tại đây, Thủ tướng Cuba Fidel Castro đề xuất thành lập Dân quân Nhân dân Tự nguyện, đáp lại lời kêu gọi của người dân chuẩn bị quân sự cho công dân để bảo vệ Cách mạng; ý tưởng chắc chắn đã hình thành trong NRM.  Vào ngày 16 tháng 4 hàng năm, Cuba kỷ niệm Ngày Dân quân, để vinh danh những chiến binh của tổ chức này vào cùng ngày năm 1961 đã bảo vệ tính chất xã hội chủ nghĩa của Cách mạng Cuba, mà Fidel Castro đã tuyên bố vào ngày 1 tháng 1 năm 1959. Ngày 17 tháng 4 năm 1961, cùng với các quân nhân được huy động của Quân đội Cách mạng Cuba và Cảnh sát Cách mạng Quốc gia, dân quân đã đối đầu và đánh bại trong vòng chưa đầy 72 giờ 1.500 tay súng được Mỹ tài trợ, trang bị và huấn luyện để xâm chiếm Cuba tại Playa Girón (bãi biển Giron), trong cái gọi là Sự kiện Vịnh Con Lợn.

## Dân quân Đại học
Tổ chức này thực sự được thành lập vào ngày 26 tháng 10 năm 1959, khi Fidel Castro nêu lên sự cần thiết phải thành lập Dân quân Cách mạng Quốc gia. Sinh viên trường đại học có tới tham dự sự kiện này trước Phủ Chủ tịch đều hưởng ứng đề xuất của Fidel, kể từ đây Dân quân Đại học chính thức mang tên Lữ đoàn José Antonio Echeverría.
Sau nhiều tuần huấn luyện miệt mài, nhóm sinh viên trực thuộc Liên đoàn Sinh viên Đại học (USF) mặc đồng phục áo sơ mi màu đỏ rượu vang, quần xám và đội mũ nồi đen, trang bị súng trường M1 Garand mà Fidel đã gửi cho họ, quay trở lại Escalanita en Masse vào ngày 27 tháng 11 năm 1959.  Một tiếng còi vang lên và nhóm nữ sinh viên bắt đầu thực hiện cuộc thao diễn. Xuyên suốt hành trình đi qua phố San Lázaro đến đài tưởng niệm La Punta, nhóm dân quân sinh viên này nhận được sự tán thưởng của người dân Cuba. Màn duyệt binh này tiếp tục trở thành chất xúc tác cho sự nhiệt tình của quần chúng trên quy mô lớn đối với việc thành lập Dân quân Cách mạng Quốc gia.
Lễ tốt nghiệp của Dân quân Đại học vào tháng 1 năm 1960 được thực hiện với chuyến leo lên cao điểm Pico Turquino, cùng sự hiện diện của Fidel Castro, Celia Sánchez và các nhà lãnh đạo cách mạng khác. Dân quân Đại học về sau trở thành Tiểu đoàn 154 trực thuộc Dân quân Cách mạng Quốc gia, bao gồm sinh viên, giáo sư và công nhân. Hiện nay đơn vị này được gọi là Trung đoàn 154 trực thuộc Lực lượng Dân quân Lãnh thổ.